# Nordlig dvärgblomfluga
Nordlig dvärgblomfluga (Neoascia subchalybea) är en tvåvingeart som beskrevs av Charles Howard Curran 1925. Nordlig dvärgblomfluga ingår i släktet dvärgblomflugor, och familjen blomflugor. Arten är reproducerande i Sverige. Inga underarter finns listade i Catalogue of Life.